# Labyrint
För andra betydelser, se Labyrint (olika betydelser).

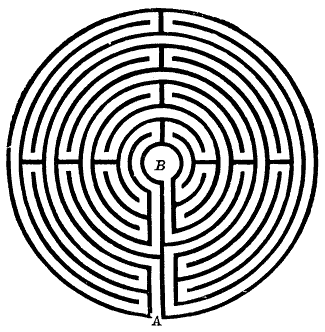
En labyrint

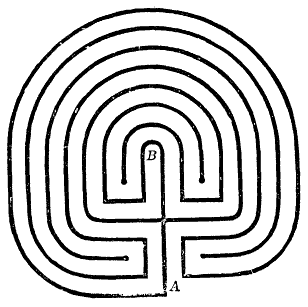
En labyrint

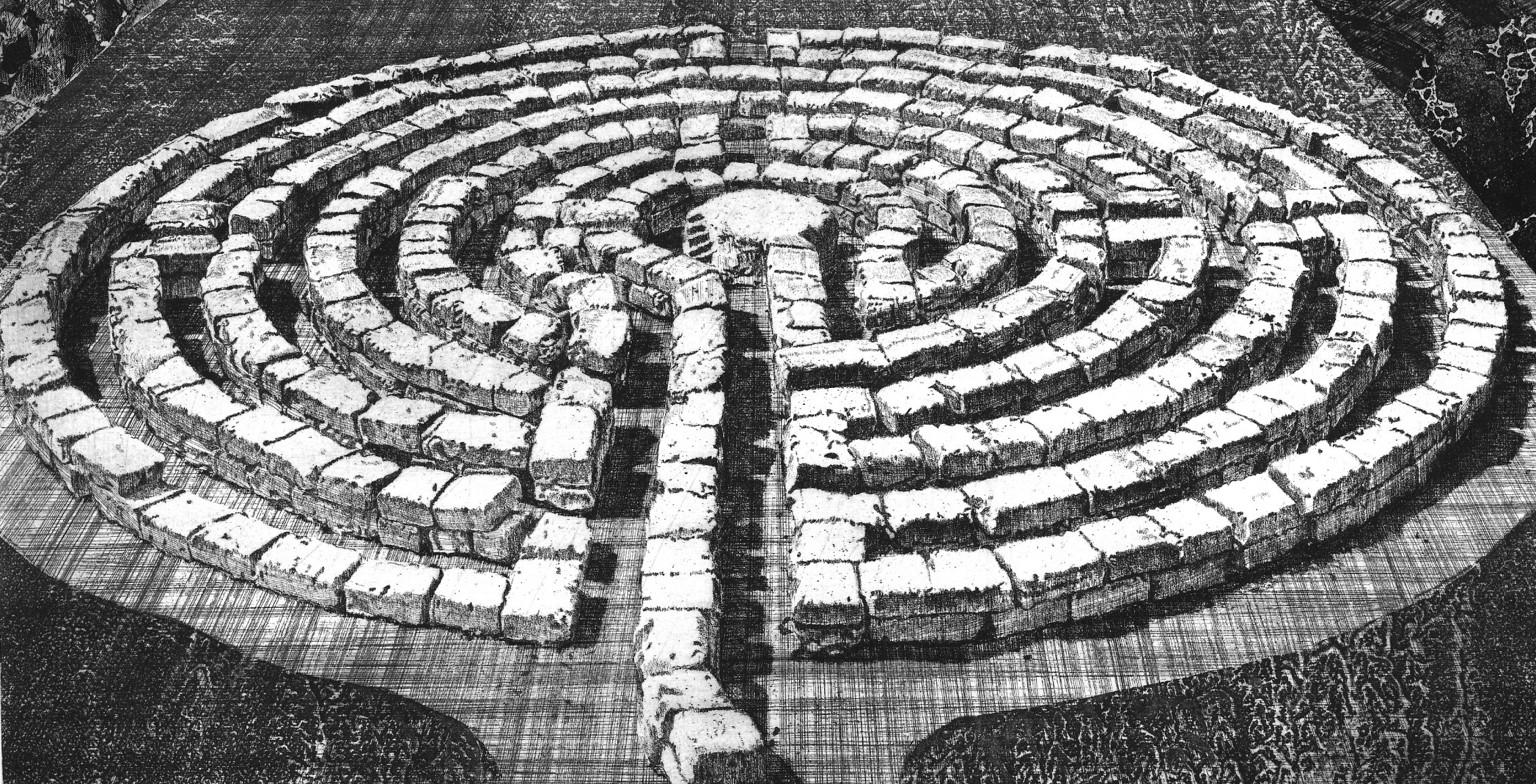
En labyrint

Labyrint är ett system av gångar som ofta förgrenar sig och korsar varandra, avsett att förvirra och att vilseleda den som färdas i den. Begreppet har även fått betydelsen av "irrgång’’ i allmänhet.
I grekisk mytologi är Theseus och hans äventyr med Ariadne och Minotauros på Kreta en av de mer kända historierna med labyrinter som tema. Från forntiden omtalas även den egyptiska labyrinten i Fayoum, farao Amenemhet III :s dödstempel, en labyrint på ön Samos (eller enligt en uppgift på ön Lemnos) och en i Italien, "Porsennas gravvård".

## Olika sorters labyrinter
Labyrint är även en figur av slingrande gångar som lagts av stenar eller markerats på annat sätt på marken. Gångarna ordnades så att man för att komma från den vid ena sidan belägna öppningen till mittpunkten måste passera samtliga utan att någon gång vända. I Sverige är så kallade trojeborgar en vanlig labyrintform som man även kan finna över hela jordklotet. I FMIS finns 394 labyrinter registrerade varav 258 är registrerade som fasta fornlämningar.
Labyrintmönster har kommit till användning vid mosaikinläggningar i golv väggritningar, gravyrer på medaljer m. m. Under medeltiden förekom labyrinter i franska och italienska katedraler, vilka användes som symboliska pilgrimsfärder. Ett exempel är labyrinten i Notre-Dame de Chartres från 1200-talet. 
Trädgårdslabyrinter bestående av ett system av grusgångar separerade av höga buskhäckar var populära i slottsträdgårdar och på större gods under 1700- och 1800-talen. Dessa fungerade både som underhållning och som utsmyckning. Ofta var de anlagda i vackra mönster som kunde beskådas från någon upphöjd plats. 
Det finns även labyrinter tryckta på papper för barns tidsfördriv, där de, ofta med hjälp av en penna som de markerar vägen med, skall hitta en väg genom labyrinten.

## Att lösa labyrinter

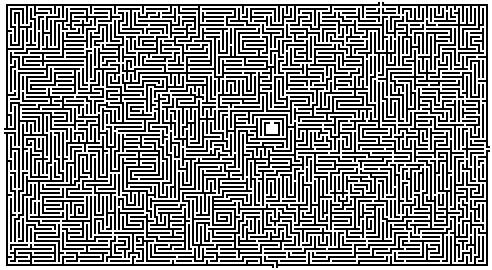
En datorgenererad labyrint.

Ett säkert sätt att lösa en labyrint med väldefinierade passager är att använda Tremaux's algoritm. Om labyrinten är enkelt sammanhängande går den att lösa genom att följa ena väggen.